# 11774 Jerne
11774 Jerne este un asteroid din centura principală de asteroizi.

## Descriere
11774 Jerne este un asteroid din centura principală de asteroizi. A fost descoperit pe 17 octombrie 1977 la Observatorul Palomar de Cornelis Johannes van Houten, Ingrid van Houten-Groeneveld și Tom Gehrels. Asteroidul prezintă o orbită caracterizată de o semiaxă mare de 3,15 ua, o excentricitate de 0,15 și o înclinație de 13,7° în raport cu ecliptica.